# James Francis Louis McIntyre
James Francis Louis McIntyre, ameriški rimskokatoliški duhovnik, škof in kardinal, * 25. junij 1886, New York City, † 16. julij 1979.

## Življenjepis
21. maja 1921 je prejel duhovniško posvečenje.
16. novembra 1940 je bil imenovan za pomožnega škofa New Yorka in za naslovnega škofa Cirene; 8. januarja 1941 je prejel škofovsko posvečenje.
20. julija 1946 je bil imenovan za nadškof pomočnika New Yorka in za naslovnega nadškofa Paltusa.
7. februarja 1948 je postal nadškof Los Angelesa. Škofovsko ustoličenje je potekalo 19. marca istega leta.
12. januarja 1953 je bil povzdignjen v kardinala in imenovan za kardinal-duhovnika S. Anastasia. Upokojil se je 21. januarja 1970.